# Конц
Конц (њем. Konz) град је у њемачкој савезној држави Рајна-Палатинат. Једно је од 103 општинска средишта округа Трир-Сарбург. Према процјени из 2010. у граду је живјело 17.892 становника. Посједује регионалну шифру (AGS) 7235068.

## Географски и демографски подаци
Конц се налази у савезној држави Рајна-Палатинат у округу Трир-Сарбург. Град се налази на надморској висини од 130 метара. Површина општине износи 44,5 km². У самом граду је, према процјени из 2010. године, живјело 17.892 становника. Просјечна густина становништва износи 402 становника/km².

## Међународна сарадња
| Мјесто   | Држава    | Врста сарадње | Од    |
| -------- | --------- | ------------- | ----- |
|          | Француска | партнерство   | 1965. |
| Коксајде | Белгија   | партнерство   | 1972. |
|          | Пољска    | партнерство   | 2004. |
| Шарни    | Француска | партнерство   | 1971. |
| Извор    |           |               |       |